# Angelina Armani

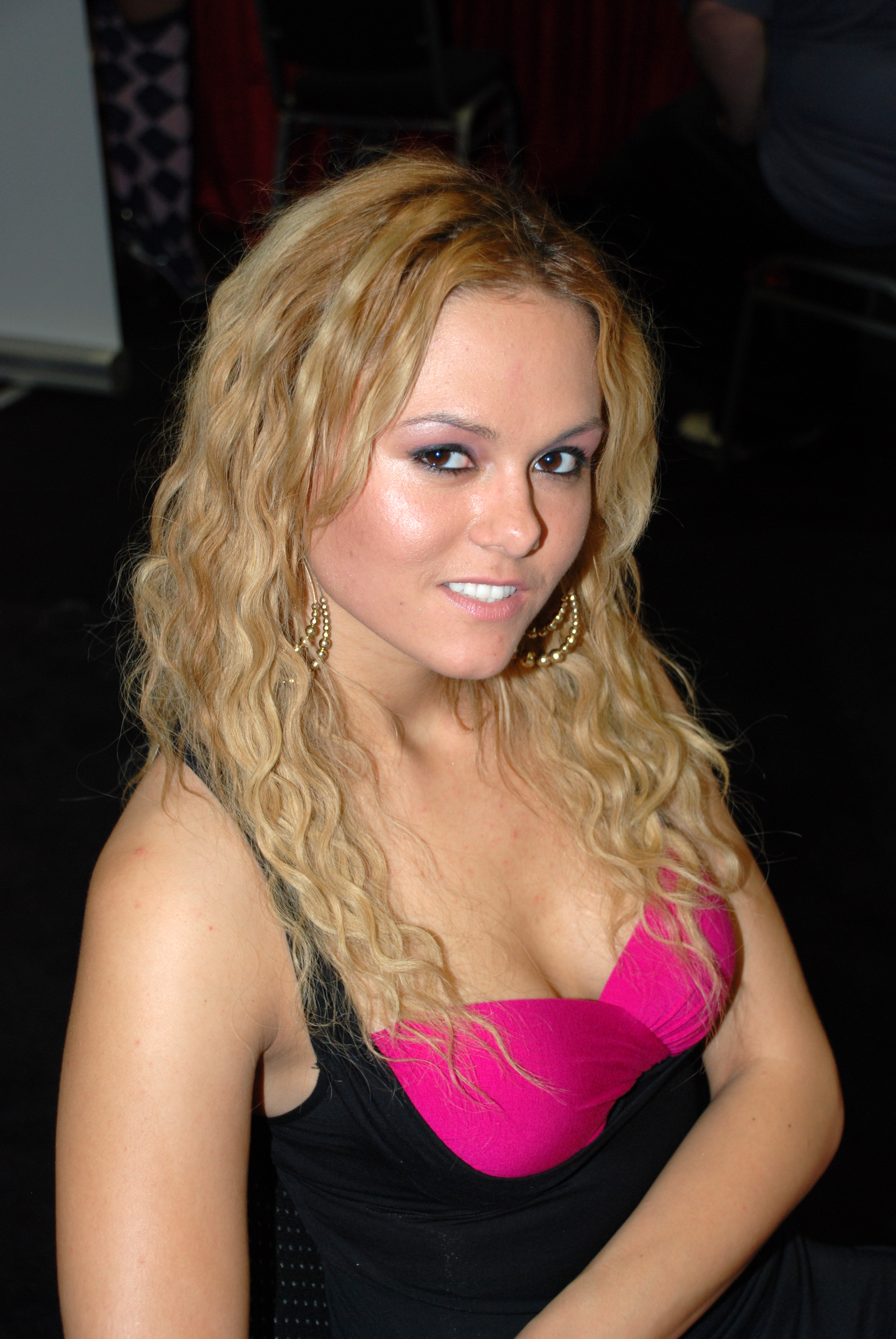
Angelina Armani auf der Erotica in Los Angeles (2009)

Angelina Armani (* 18. November 1987) ist eine US-amerikanische Pornodarstellerin und ein Fotomodell.

## Leben
Nachdem Angelina Armani bereits in einigen kleineren Produktionen aufgetreten war, unterzeichnete sie im Oktober 2008 einen Vertrag mit Digital Playground. Sie verließ das Unternehmen sechs Monate später. Armani trat in dem Funny Or Die-Projekt Designated Driver. Seitdem hatte sie auch Rollen in Nicht-Pornofilmen. 

## Filmografie
- ChromeSkull: Laid to Rest 2 (2011) als Holland
- Bloodstruck (2011) als Laurie Ann
- Attack of the 50 Foot Cheerleader (2012) als Pledge
- Creep Van (2012) als Sexy Beach Girl
- Wer (2013)
- Fear Clinic (2015) als Caylee

## Auszeichnungen und Nominierungen
| Year | Ceremony         | Result        | Category                           |
| ---- | ---------------- | ------------- | ---------------------------------- |
| 2009 | NightMoves Award | Preisträgerin | Best New Starlet (Editor’s Choice) |
| 2010 | AVN Award        | Nominierung   | Best New Starlet                   |
| 2010 | XBIZ Award       | Nominierung   | New Starlet of the Year            |
| 2010 | XRCO Award       | Nominierung   | New Starlet                        |